# Ronde van Frankrijk 2010/Tiende etappe
De tiende etappe van de Ronde van Frankrijk 2010 werd verreden op woensdag 14 juli 2010 over een afstand van 179 kilometer van Chambéry naar Gap. Deze etappe op de Franse nationale feestdag was een overgangsetappe met één beklimming van de 1e categorie, een van de 2e en een van de 3e categorie.

## Verloop

### Bergsprints
| Beklimming Côte de Laffrey na 77,0 km | Beklimming Côte de Laffrey na 77,0 km | Beklimming Côte de Laffrey na 77,0 km | 1e cat. 7 km à 9 % | 1e cat. 7 km à 9 % |
| Plaats                                | Naam                                  | Naam                                  | Punten             |                    |
| Winnaar                               | Mario Aerts                           | Mario Aerts                           | 15                 |                    |
| 2                                     | Pierre Rolland                        | Pierre Rolland                        | 13                 |                    |
| 3                                     | Dries Devenyns                        | Dries Devenyns                        | 11                 |                    |
| 4                                     | Vasil Kiryjenka                       | Vasil Kiryjenka                       | 9                  |                    |
| 5                                     | Sérgio Paulinho                       | Sérgio Paulinho                       | 8                  |                    |
| 6                                     | Maxime Bouet                          | Maxime Bouet                          | 7                  |                    |
| 7                                     | Jérôme Pineau                         | Jérôme Pineau                         | 6                  |                    |
| 8                                     | Anthony Charteau                      | Anthony Charteau                      | 5                  |                    |

| Beklimming Côte des Terrasses na 98,0 km | Beklimming Côte des Terrasses na 98,0 km | Beklimming Côte des Terrasses na 98,0 km | 3e cat. 3,3 km à 7,1 % | 3e cat. 3,3 km à 7,1 % |
| Plaats                                   | Naam                                     | Naam                                     | Punten                 |                        |
| Winnaar                                  | Mario Aerts                              | Mario Aerts                              | 4                      |                        |
| 2                                        | Vasil Kiryjenka                          | Vasil Kiryjenka                          | 3                      |                        |
| 3                                        | Pierre Rolland                           | Pierre Rolland                           | 2                      |                        |
| 4                                        | Sérgio Paulinho                          | Sérgio Paulinho                          | 1                      |                        |

| Beklimming Col du Noyer na 145,5 km | Beklimming Col du Noyer na 145,5 km | Beklimming Col du Noyer na 145,5 km | 2e cat. 5,3 km à 7,4 % | 2e cat. 5,3 km à 7,4 % |
| Plaats                              | Naam                                | Naam                                | Punten                 |                        |
| Winnaar                             | Mario Aerts                         | Mario Aerts                         | 20                     |                        |
| 2                                   | Dries Devenyns                      | Dries Devenyns                      | 18                     |                        |
| 3                                   | Sérgio Paulinho                     | Sérgio Paulinho                     | 16                     |                        |
| 4                                   | Vasil Kiryjenka                     | Vasil Kiryjenka                     | 14                     |                        |
| 5                                   | Pierre Rolland                      | Pierre Rolland                      | 12                     |                        |
| 6                                   | Maxime Bouet                        | Maxime Bouet                        | 10                     |                        |

### Tussensprints
| Tussensprint La Buissière na 19,5 km |                     |        |
| Plaats                               | Naam                | Punten |
| Winnaar                              | Alessandro Petacchi | 6      |
| 2                                    | Thor Hushovd        | 4      |
| 3                                    | Robbie McEwen       | 2      |

| Tussensprint La Fare-en-Champsaur na 158,5 km |                 |        |
| Plaats                                        | Naam            | Punten |
| Winnaar                                       | Vasil Kiryjenka | 6      |
| 2                                             | Mario Aerts     | 4      |
| 3                                             | Dries Devenyns  | 2      |

## Rituitslag
| Plaats  | Naam                | Ploeg               | Tijd      |
| ------- | ------------------- | ------------------- | --------- |
| Winnaar | Sérgio Paulinho     | Team RadioShack     | 5u10'56"  |
| 2       | Vasil Kiryjenka     | Caisse d'Epargne    | z.t.      |
| 3       | Dries Devenyns      | Quick Step          | op 01'29" |
| 4       | Pierre Rolland      | Bbox Bouygues       | z.t.      |
| 5       | Mario Aerts         | Omega Pharma-Lotto  | op 01'33" |
| 6       | Maxime Bouet        | AG2R                | op 03'19" |
| 7       | Nicolas Roche       | AG2R                | op 12'58" |
| 8       | Rémi Pauriol        | Cofidis             | op 13'57" |
| 9       | Mark Cavendish      | Team Columbia       | op 14'19" |
| 10      | Alessandro Petacchi | Lampre-Farnese Vini | z.t.      |
|         |                     |                     |           |
| 26      | Maarten Tjallingii  | Rabobank            | z.t.      |

## Strijdlustigste renner
|  | Renner      | Ploeg              |
|  | ----------- | ------------------ |
|  | Mario Aerts | Omega Pharma-Lotto |

## Algemeen klassement
| Plaats    | Naam                  | Ploeg              | Tijd      |
| --------- | --------------------- | ------------------ | --------- |
| Gele trui | Andy Schleck          | Team Saxo Bank     | 43u35'41" |
| 2         | Alberto Contador      | Astana             | + 0'41"   |
| 3         | Samuel Sánchez        | Euskaltel-Euskadi  | + 2'45"   |
| 4         | Denis Mensjov         | Rabobank           | + 2'58"   |
| 5         | Jurgen Van den Broeck | Omega Pharma-Lotto | + 3'31"   |
| 6         | Levi Leipheimer       | Team RadioShack    | + 3'59"   |
| 7         | Robert Gesink         | Rabobank           | + 4'22"   |
| 8         | Luis León Sánchez     | Caisse d'Epargne   | + 4'41"   |
| 9         | Joaquím Rodríguez     | Katjoesja          | + 5'08    |
| 10        | Ivan Basso            | Liquigas-Doimo     | + 5'09"   |

## Nevenklassementen

### Puntenklassement
| Plaats      | Naam                | Ploeg               | Punten |
| ----------- | ------------------- | ------------------- | ------ |
| Groene trui | Thor Hushovd        | Cervélo             | 138    |
| 2           | Alessandro Petacchi | Lampre-Farnese Vini | 131    |
| 3           | Robbie McEwen       | Katjoesja           | 116    |
|             |                     |                     |        |
| 17          | Jürgen Roelandts    | Omega Pharma-Lotto  | 51     |
| 45          | Robert Gesink       | Rabobank            | 22     |

### Bergklassement
| Plaats        | Naam              | Ploeg                 | Punten |
| ------------- | ----------------- | --------------------- | ------ |
| Bolletjestrui | Jérôme Pineau     | Quick Step            | 91     |
| 2             | Anthony Charteau  | Bbox Bouygues Télécom | 90     |
| 3             | Christophe Moreau | Caisse d'Epargne      | 62     |
| 4             | Mario Aerts       | Omega Pharma-Lotto    | 58     |
| 5             | Robert Gesink     | Rabobank              | 32     |

### Jongerenklassement
| Plaats     | Naam             | Ploeg              | Tijd       |
| ---------- | ---------------- | ------------------ | ---------- |
| Witte trui | Andy Schleck     | Team Saxo Bank     | 49u00'56"  |
| 2          | Robert Gesink    | Rabobank           | + 4'22"    |
| 3          | Roman Kreuziger  | Liquigas-Doimo     | + 5'11"    |
| 4          | Francis De Greef | Omega Pharma-Lotto | + 55'03"   |
| 5          | Jürgen Roelandts | Omega Pharma-Lotto | + 1u25'15" |

### Ploegenklassement
| Plaats | Ploeg            | Tijd       |
| ------ | ---------------- | ---------- |
| 1      | Caisse d'Epargne | 147u07'02" |
| 2      | Team RadioShack  | + 0'31"    |
| 3      | Astana           | + 14'54"   |